# Mathias Clemens
Mathias Clemens (Rédange, 8 agosto 1915 – Huncherange, 26 novembre 2001) è stato un ciclista su strada, ciclocrossista e pistard lussemburghese.
Professionista dal 1935 al 1948, conta la vittoria di una tappa al Tour de France e di tre campionati nazionali.

## Carriera
Passò professionista nell'agosto del 1935, dopo essere stato campione nazionale tra gli indipendenti; nella prima stagione vinse il Tour de Luxembourg e partecipò ai mondiali. Nel 1936 vinse una tappa al Tour de France, una tappa e la generale al Tour de Luxembourg. Nel 1937 ottenne un nuovo successo al Giro del Lussemburgo, accompagnato da una vittoria di tappa, mentre nel 1938 vinse un'altra tappa, oltre ai campionati lussemburghesi. Nel 1939 conquistò il quarto Tour de Luxembourg, con due successi di tappa, mentre nel 1940 vinse tre tappe alla Volta a Catalunya ed i campionati lussemburghesi di ciclocross. Nel 1943 vinse due tappe al Tour de Luxembourg, corsa in cui si impose per la quinta volta nel 1947. Nel 1948, ultimo anno di professionismo, fu campione nazionale. Partecipò a quattro edizioni del Tour de France e cinque dei mondiali. Anche il fratello Pierre fu ciclista professionista.

## Palmarès

### Strada
- 1935 (Indipendente e Alcyon-Dunlop, due vittorie)

Campionati lussemburghesi, Prova in linea indipendenti
Classifica generale Tour de Luxembourg
- 1936 (Alcyon-Dunlop e Thomann-Dunlop, tre vittorie)

8ª tappa Tour de Luxembourg (Lussemburgo > Niederkorn)
Classifica generale Tour de Luxembourg
3ª tappa Tour de France (Charleville > Metz)
- 1937 (Alcyon-Dunlop e Thomann-Dunlop, due vittorie)

1ª tappa Tour de Luxembourg (Lussemburgo > Diekirch)
Classifica generale Tour de Luxembourg
- 1938 (Alcyon-Dunlop e Thomann-Dunlop, due vittorie)

Campionati lussemburghesi, Prova in linea
3ª tappa Tour de Luxembourg (Diekirch > Esch-sur-Alzette)
- 1939 (Alcyon-Dunlop e Thomann-Dunlop, tre vittorie)

3ª tappa Tour de Luxembourg (Diekirch > Esch-sur-Alzette)
1ª tappa Tour de Luxembourg (Esch-sur-Alzette > Lussemburgo)
Classifica generale Tour de Luxembourg
- 1940 (Alcyon-Dunlop, tre vittorie)

3ª tappa Volta a Catalunya (Lleida)
7ª tappa Volta a Catalunya (Gerona)
8ª tappa Volta a Catalunya (Barcellona)
- 1941 (Wanderer, due vittorie)

1ª tappa Rundfahrt Westmark
Classifica generale Rundfahrt Westmark
- 1943 (Wanderer, due vittorie)

4ª tappa Tour de Luxembourg (Echternach > Echternach)
5ª tappa Tour de Luxembourg (Diekirch > Diekirch)
- 1947 (Wolf e Garin-Wolber, due vittorie)

3ª tappa Tour de Luxembourg (Rodange > Dudelange)
Classifica generale Tour de Luxembourg
- 1948 (Wolf, Garin-Wolber e Allegro, una vittoria)

Campionati lussemburghesi, Prova in linea

#### Altri successi
- 1936

Critérium di Grunwald
Critérium di Lussemburgo
- 1938

Critérium di Hollerich
Critérium di Lussemburgo
- 1941

Gran Premio di Schweinfurt
Critérium di Lussemburgo
- 1942

Critérium di Esch-sur-Alzette
Critérium di Huncherange
- 1943

Critérium di Esch-sur-Alzette
Critérium di Esch-sur-Alzette (2)
Critérium di Pétange
Critérium di Wiltz
- 1944

Critérium di Esch-sur-Alzette
Critérium di Wiltz
- 1945

Grand Prix de la Libération (Lussemburgo)
- 1947

Critérium di Algeri

### Cross
- 1940

Campionati lussemburghesi

## Piazzamenti

### Grandi Giri
- Tour de France

1936: 7º
1937: ritirato (2ª tappa)
1938: 5º
1939: 4º

### Competizioni mondiali
- Campionati del mondo su strada

Floreffe 1935 - In linea: 7º
Berna 1936 - In linea: ritirato
Valkenburg 1938 - In linea: ritirato
Valkenburg 1948 - In linea: ritirato
- Campionati del mondo su pista

Parigi 1947 - Mezzofondo: 6º